# Grijskraagvijgvogel
De grijskraagvijgvogel (Sphecotheres vieilloti) is een middelgrote, opvallende vogel die voorkomt in Australië, Nieuw-Guinea en de Kei-eilanden. Tot in de jaren 1990 werd deze vogel groene vijgvogel (Sphecotheres viridis) genoemd, en werden de soorten die op Wetar en Timor voorkwamen niet als aparte soorten beschouwd.

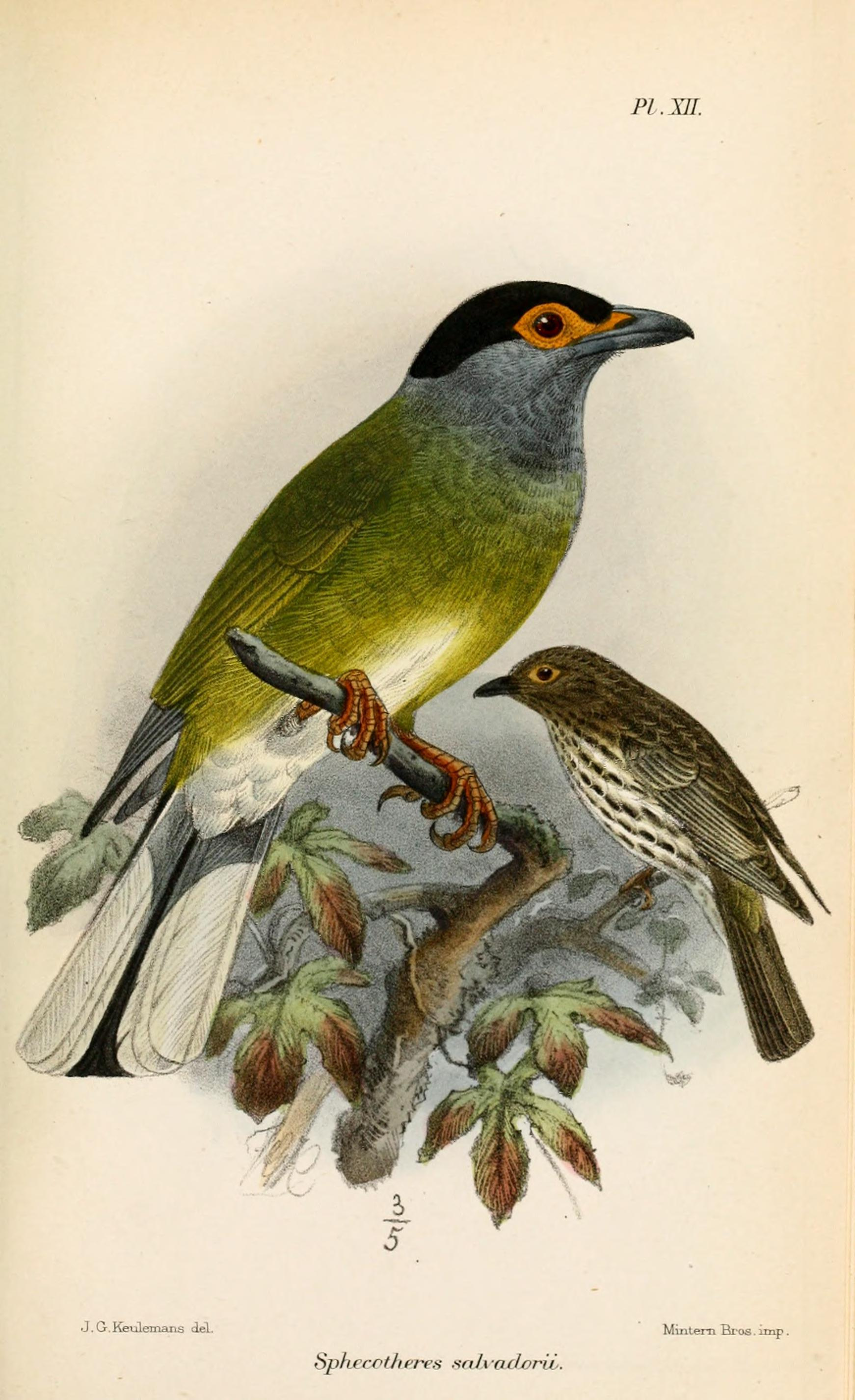
Ondersoort S. v. salvadorii uit Nieuw-Guinea, afbeelding gemaakt door Keulemans in 1877.

## Kenmerken
De vogel is 27,5 tot 29,5 cm lang. Het volwassen mannetje heeft een zwarte kruin en zwarte wangen met rond het oog een roodgekleurde, naakte huid. Van boven is het mannetje olijfgroen, met een brede, grijze kraag die rondom loopt over de borst en de rug. De staart heeft lichte buitenste pennen. De ondersoort S. v. flaviventris heeft deze kraag niet, maar is geel op de borst. Het vrouwtje ziet er anders uit. Zij is ook olijfgroen of bruin van boven en verder bruin gespikkeld. De borst en buik is licht, met bruine strepen.

## Leefwijze
De vogel foerageert op bessen en vruchten en kan daarbij allerlei acrobatische toeren tussen het gebladerte uithalen om de bessen te pakken te krijgen.

## Verspreiding en leefgebied
Het leefgebied van vijgvogels is zeer gevarieerd. Het is een bosvogel die in regenwoud voorkomt, maar ook in allerlei andere bostypen zoals moerasbos, aangeplant bos, vegetaties langs waterlopen, mangrove, geboomte rond agrarische ondernemingen, in tuinen parken of in bomen langs de straten.
Er worden vijf ondersoorten onderscheiden, waarvan alleen al binnen Australië drie.
- S. v. salvadorii  (het zuidoosten van Nieuw Guinea)
- S. v. cucullatus  (Kei-eilanden)
- S. v. ashbyi  (Noord-Australië)
- S. v. flaviventris  (Noordoost Australië en eilanden in de Torres Straat)
- S. v. vieilloti  (Oost-Australië)

## Status
In Australië is het een algemene vogel. Op de eilanden rondom Australië is het een schaarse vogel. De grootte van de populaties zijn niet gekwantificeerd, maar zijn waarschijnlijk stabiel. Om deze reden staat deze vijgvogel als niet bedreigd op de Rode Lijst van de IUCN.